# Tricou

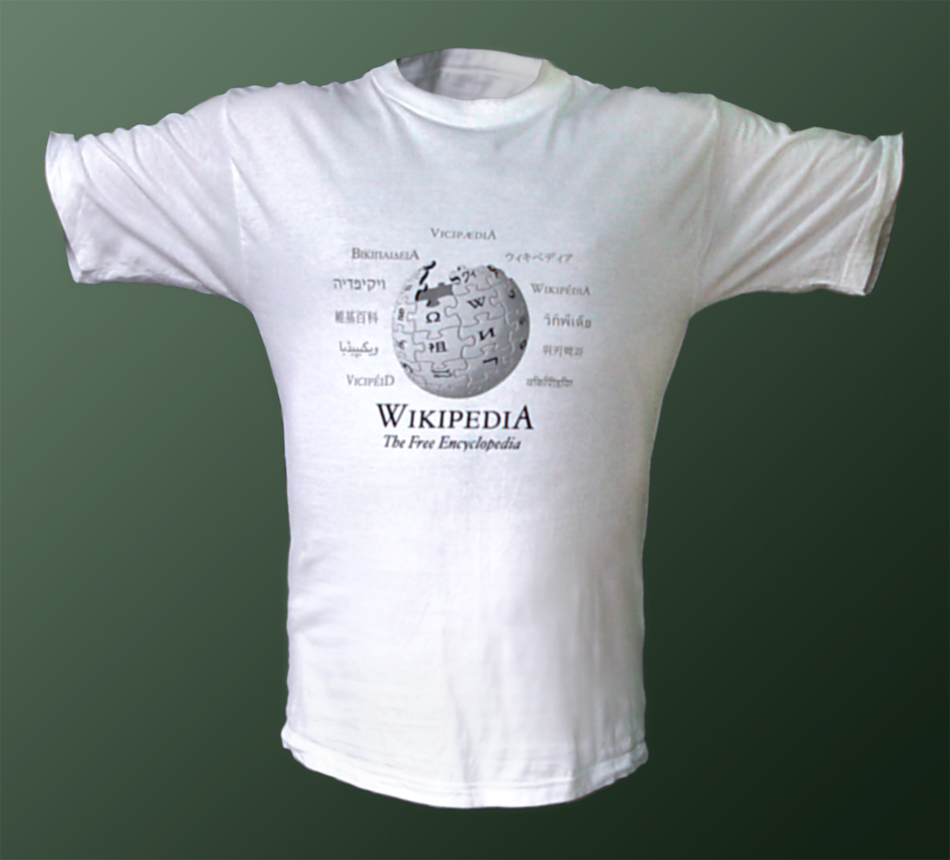
Tricou

Tricoul este un articol de îmbrăcăminte, de obicei cu mâneci scurte, care se îmbracă direct pe corp. Tricourile cu guler și nasturi mai poartă denumirea de polo. Inițial a fost un articol de îmbrăcăminte de corp din bumbac sau lână și care era în mod obișnuit de culoare albă dar în ultimele decenii prin moda americană a devenit pe întreg mapamondul un articol de îmbrăcăminte de vară, multicolor, cu desene și mesaje. Tricourile sunt des folosite în sport.